# Pedicularis laxispica
Pedicularis laxispica är en snyltrotsväxtart som beskrevs av Hui Lin Li. Pedicularis laxispica ingår i släktet spiror, och familjen snyltrotsväxter. Inga underarter finns listade i Catalogue of Life.